# Le Manie
Le Manie est une frazione de la commune de Finale Ligure en Italie.

## Cyclisme
Le Manie est parfois lieu de passage pour la classique cycliste Milan-San Remo.